# Sailly-lez-Cambrai
Sailly-lez-Cambrai is een gemeente in het Franse Noorderdepartement (regio Hauts-de-France) en telt 457 inwoners (2005). De plaats maakt deel uit van het arrondissement Cambrai.

## Geografie
De oppervlakte van Sailly-lez-Cambrai bedraagt 3,3 km², de bevolkingsdichtheid is 138,5 inwoners per km².
De onderstaande kaart toont de ligging van Sailly-lez-Cambrai met de belangrijkste infrastructuur en aangrenzende gemeenten.

## Demografie
Onderstaande figuur toont het verloop van het inwonertal (bron: INSEE-tellingen).